# Obrium mozinnae
Obrium mozinnae är en skalbaggsart som beskrevs av Linell 1897. Obrium mozinnae ingår i släktet Obrium och familjen långhorningar. Inga underarter finns listade i Catalogue of Life.